# كلاسيك سود أرديتشي 2015
كلاسيك سود أرديتشي 2015 (بالفرنسية: Classic Sud Ardèche 2015 )‏ هو سباق دراجات هوائية، وهو الموسم رقم 15 من نفس السباق، وأقيم في 28 فبراير 2015، وامتدّ لمسافة 193 كيلومتر، وهو أحد سباقات طواف أوروبا للدراجات 2015، وهو من نوع سباق يوم واحد، وقد شارك في السباق 153 متسابقاً، ووصل إلى نهايته 97 متسابقاً.
فاز فيه بالمركز الأول إدواردو سيبولفيدا، وبالمركز الثاني Julien Loubet ‏، وبالمركز الثالث فابيو فلين.

## الفرق
| فرق عالمية (7)- AG2R La Mondiale - BMC Racing - Etixx-Quick Step - FDJ - Lotto NL-Jumbo - Orica-GreenEDGE - Trek Factory Racing فرق قارية محترفة (9)- أندروني جوكاتولي-سيدرمك 2015 ‏ - Bretagne-Séché Environnement - كاجا رورال-سيغوروس 2015 ‏ - Cofidis, Solutions Crédits - Colombia (cycling team) ‏ - Europcar - سبورت فلاندرين بالويس 2015 ‏ - UnitedHealthcare Pro Cycling (men's team) ‏ - Wanty-Groupe Gobert فرق قارية (4)- أرمي دي تير 2015 ‏ - إتش بي بي تي بي – أوبير 93 ‏ - ديلكو ‏ - بنجوال باوليز ساوكس دبليو بي ‏ |  |
| |  |

## وصلات خارجية
- الموقع الرسمي
- كلاسيك سود أرديتشي 2015 على موقع إحصائيات الدراجات الإحترافية (الإنجليزية)